# Rjukan Station
Rjukan Station (Rjukan stasjon) er en jernbanestation på Rjukanbanen, der ligger i den vestlige del af Rjukan by i Tinn kommune i Norge. Stationen er endestation for banen fra Mæl, der nu er veteranbane.
Stationen åbnede da banen blev taget i brug 9. august 1909. Oprindeligt hed den Saaheim, men den skiftede navn til Rjukan 15. november 1912. Persontrafikken på banen blev indstillet 31. maj 1970, og 5. juli 1991 blev den nedlagt. Den kom dog i drift igen, da der begyndte at køre veterantog mellem Rjukan og Mæl i sommeren 2016. Banen indgår i Rjukan–Notodden industriarv, der blev optaget på UNESCO's Verdensarvsliste 5. juli 2015.
Stationsbygningen blev opført i 1909 efter tegninger af Thorvald Astrup, der også stod for flere andre stationsbygninger på banen.